# Victor, Victrola
"Victor, Vitrola" é o 7º episódio da série de televisão da The CW, Gossip Girl. O episódio foi escrito por J. K. Steinberg e dirigido por Tony Wharmby. Originalmente foi ao ar em 7 de novembro de 2007 na CW.

## Enredo
Uma prévia de Chuck em um clube burlesco, hipnotizada por uma garota não identificada no palco, é rebobinada para iniciar o episódio com eventos que ocorreram dois dias antes.
Chuck diz a Blair sobre sua proposta ao pai de comprar um clube burlesco. Posteriormente, ele a convida para uma festa da vitória na noite seguinte para celebrar a abertura de seu potencial empreendimento.
Enquanto isso, Anne, a mãe de Nate, quer que Nate vá a um centro de reabilitação para cocaína que realmente pertenceu a seu pai, o capitão. Depois que Anne sai da sala, o capitão promete a Nate que ele só usou cocaína uma vez.
No loft, Jenny está ocupada tentando encontrar uma pulseira que Blair lhe emprestara enquanto ouve Rufus falando com a mãe ao telefone.
O relacionamento de Serena e Dan aumenta na escola, já que Serena diz que gostaria de levar o relacionamento deles para o próximo nível. Nate pede Jenny por seu sigilo sobre os eventos no baile de máscaras, que é interceptado por Blair, que revela que ela encontrou a pulseira no baile.
Chuck entra em escritório e vê Bart e Lily se beijando. Bart pede que Chuck não conte a Serena ou Eric sobre o relacionamento deles, que ele está levando a sério. Chuck então fala para Bart sobre um novo empreendimento, agradando Bart.
Dan começa a se preocupar com sua falta de experiência sexual em comparação com Serena, lendo livros, assistindo a vídeos e sonhando com sexo. Dan ouve Rufus ao telefone falando com sua mãe, que está tendo um caso com seu vizinho.
Bart não se impressiona com a proposta de Chuck de comprar um clube burlesco, que acredita que é apenas uma desculpa para ele estar em torno de bebida e mulheres. Chuck então vê Bart com uma mulher mais jovem em sua limusine. A mãe de Blair diz a Blair que Nate falou com sua mãe sobre a proposta de Blair no futuro, enquanto Nate testemunha o seu pai o "capitão" comprando mais cocaína.
No loft, Serena e Dan têm o lugar para si, aumentando rapidamente até que Vanessa aparece sem ser convidada. Chuck está bêbado como resultado da rejeição de seu pai e revela a Lily que ele viu Bart mais cedo com uma mulher mais jovem. Nate confessa a sua mãe que a cocaína realmente pertence ao capitão e pede a ela para ajudá-lo, mas ela se recusa a reconhecer o seu vício.
Enquanto Blair conta a Jenny sobre sua empolgação em receber o anel da família de Nate, Jenny revela a Blair que Nate realmente ama Serena. Isso causa uma tensão óbvia quando as famílias de Nate e Blair têm um encontro. Nate e o Capitão saem para fumar charutos, que Nate usa a oportunidade para confrontar seu pai em busca de ajuda. O capitão fica irritado e dá um soco em Nate na frente de um carro da polícia nas proximidades, que prende o capitão por posse de drogas. Blair, que testemunhou a cena da janela, confronta Nate sobre seus sentimentos por Serena. Em seguida, ela termina seu relacionamento e vai para Victrola, o clube burlesco.
Blair, ainda irritada com sua separação com Nate, aceita o desafio de Chuck para ela subir ao palco para participar da performance burlesca.
Enquanto isso, Lily aparece na galeria de arte de Rufus inesperadamente. Dan e Serena, finalmente conseguindo uma oportunidade sozinha, decidem esperar antes de fazer sexo. Jenny visita a mãe e pede para ela voltar para casa.
Depois da festa, Chuck dá uma carona para casa de Blair em sua limusine. Blair beija Chuck, e ele pergunta "Tem certeza que?", e Blair confirma com outro beijo.